# Dohrniphora pickeringi
Dohrniphora pickeringi är en tvåvingeart som beskrevs av Brown och Giar-Ann Kung 2007. Dohrniphora pickeringi ingår i släktet Dohrniphora och familjen puckelflugor.
Artens utbredningsområde är Panama. Inga underarter finns listade i Catalogue of Life.